# Księżniczka i żołnierz
Księżniczka i żołnierz (ang. The Princess and the Marine) – amerykański melodramat z 2001 w reżyserii Mike’a Robe’a.
Zdjęcia do filmu kręcono w Los Angeles i Palm Springs. Film oparty jest na autentycznych wydarzeniach.

## Opis fabuły
Stacjonujący w Bahrajnie amerykański żołnierz Jason (Mark-Paul Gosselaar) zakochuje się w pięknej księżniczce Meriam (Marisol Nichols). Dziewczyna ma jednak wkrótce wyjść za mąż za człowieka, którego wybrali jej rodzice. Zakochani postanawiają walczyć o swoje szczęście. Uciekają do Stanów Zjednoczonych.

## Obsada
- Mark-Paul Gosselaar jako Jason Johnson
- Marisol Nichols jako Meriam Al-Khalifa
- Keith Robinson jako Trucker
- Luck Hari jako matka Meriam
- Alexis Lopes jako Latifa
- Sheetal Sheth jako Layla
- Barbara Stock jako Susan
- Steve Barr jako Dale
- Pat Skipper jako pan Kennedy
- Navi Rawat jako Sabika
- Michael Milhoan
- Sayed Badreya jako Kierowca
- Anthony Azizi jako Porucznik Ibrahim Bin Talaal